# 346e régiment d'infanterie
Le 346e régiment d'infanterie (346e RI) est un régiment d'infanterie de l'Armée de terre française constitué en 1914 avec les bataillons de réserve du 146e régiment d'infanterie.
À la mobilisation, chaque régiment d'active créé un régiment de réserve dont le numéro est le sien plus 200.

## Création et différentes dénominations
- Août 1914 : 346e régiment d'infanterie

## Chefs de corps
Le 2 août 1914, le lieutenant-colonel Roland Cadet est nommé Commandant du 346e régiment d'infanterie. Grièvement blessé à la bataille de Lironville le 23 septembre 1914, il reçoit une citation à l'ordre de l'armée : "Le 23 septembre 1914, a conduit, avec le plus grand courage son régiment à l'attaque d'une position importante et fortement occupée, se multipliant sous le feu pour diriger ses unités et seconder le commandant de l'attaque ; a su rallier, par son énergie, les troupes privées de leurs chefs et en désarroi et les a reportées en avant. A été grièvement blessé". 
Il sera remplacé, le 18 octobre 1914, à la tête du régiment, par le chef de bataillon Gillot.

## Historique des garnisons, combats et batailles

### Première Guerre mondiale

#### Affectations
- 73e division d'infanterie d'août 1914 à novembre 1918

## Drapeau
L'ordre du régiment no 1 "Soldats, Voici votre drapeau ! Je vous le présente en pleine guerre et je le confie à votre honneur et à votre bravoure ! Jurons de le faire flotter en vainqueur partout où nous irons. Jurons d'inscrire sur ses plis immaculés des victoires futures. Jurons de suivre les traces de nos camarades qui se battent et se couvrent de gloire en Belgique, en Lorraine et en Alsace ! Jurons de le défendre jusqu'à notre dernier souffle ! :Pour la Patrie, pour la France !"
Toul, le 10 août 1914. Le Lieutenant-colonel Roland Cadet, Commandant le 346e régiment d'infanterie.
Il porte, cousues en lettres d'or dans ses plis, les inscriptions suivantes :
- Bois-le-Prêtre 1915
- L'AaisneE 1918
- Somme-Py 1918